# Blek jordrök
Blek jordrök (Fumaria vaillantii) är en växtart i familjen vallmoväxter.